# Eagle Point (Wisconsin)
Eagle Point – miasto w Stanach Zjednoczonych, w stanie Wisconsin, w hrabstwie Chippewa.